# 1772 års regeringsform

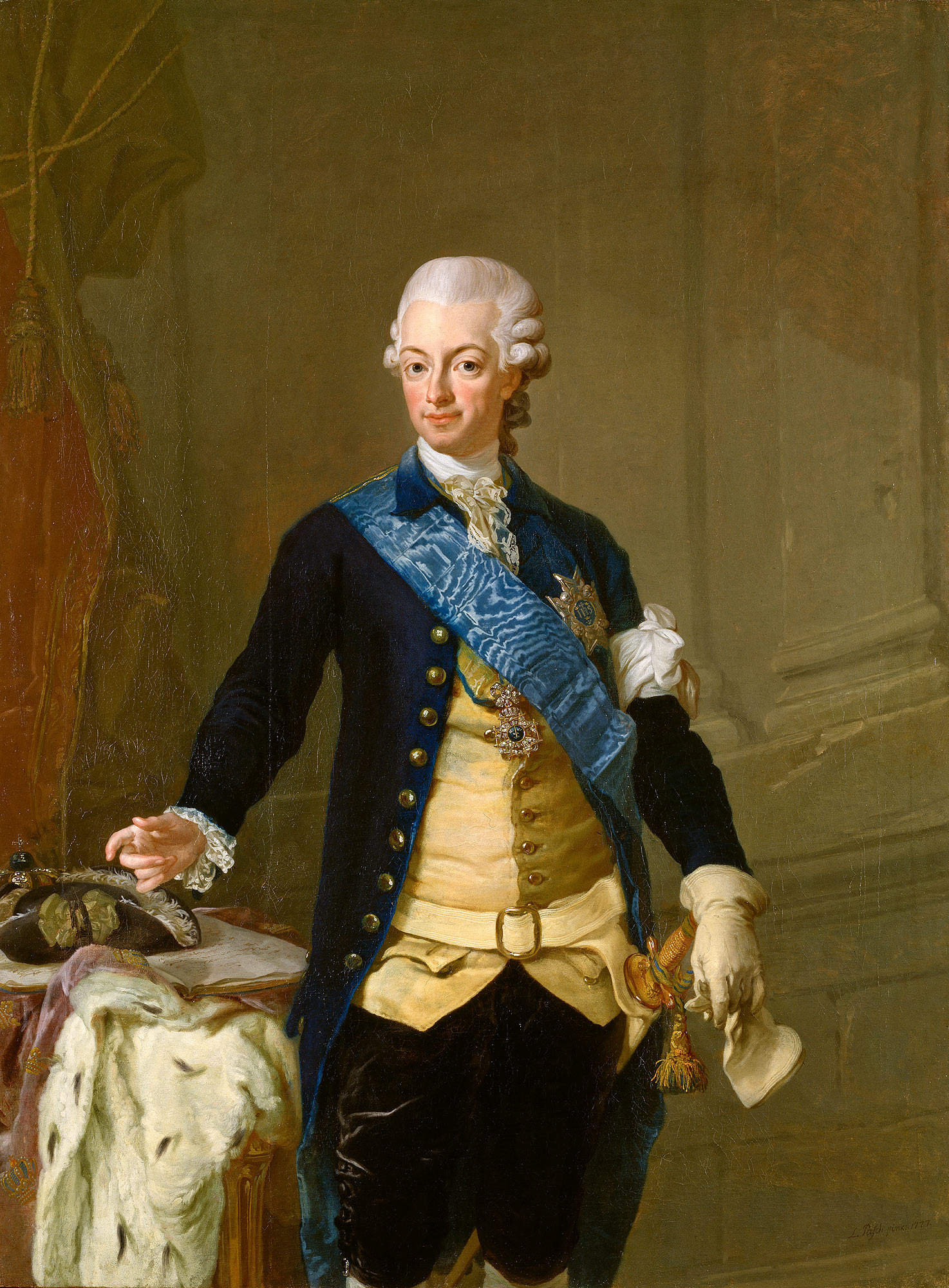
Målning föreställande Gustav III i kuppuniformen från 1772, på borded under hatten syns den nya regeringsformen. Avporträtterad av Lorens Pasch den yngre, 1777.

1772 års regeringsform är den regeringsform som Gustav III efter sin statskupp lade fram och som blev enhälligt antagen av ständerna 21 augusti 1772 (under riksdagen 1771–1772).
Denna regeringsform gällde i Sverige tills den ersattes av 1809 års regeringsform, och i Finland tills den ersattes 1919 av det självständiga Finlands första grundlag, 1919 års regeringsform. Regeringsformen byggde på maktdelningsprincipen, där kungamakten återtog sin roll som den verkställande makten samtidigt som riksdagens roll som den lagstiftande makten bibehölls tillsammans med dess rätt att godkänna beskattning. Regeringsformen blev slutet på Frihetstiden. Inspirationen till regeringsformen hämtades till viss del i upplysningstidens värderingar med förgrundsgestalter som Montesquieu och dennes tankar.

## Bakgrund

Tryck föreställande Gustav III och Rikets ständer i och med antagandet av regeringsformen från 1772. Tryckt i Lund 1773

Det hade under frihetstiden uppstått ett stort missnöje med den splittring som partistriderna innebar och detta lade i förlängningen grunden till en förändring. Denna skedde med en Gustav III:s statskupp år 1772 där armén ställde sig på kungens sida. Den nya regeringsformen antogs av ständerna två dagar efter statskuppen.

## Innebörd
Denna regeringsform avslutade frihetstiden, och ökade väsentligen kungens makt på bekostnad av riksrådet och riksdagen (ständerna). Kungens makt stärktes sedan ytterligare genom Förenings- och säkerhetsakten som beslutades på Riksdagen 1789.
Regeringsformen byggde på en maktdelning mellan kungen och ständerna. Där kungen var den verkställande makten och ständerna den lagstiftande makten. Kungen ansågs dock fortsatt vara innehavare av den högsta dömande makten i riket, varför domstolarna ännu inte hade avdelats från maktutövning, något som skedde först med införandet av Förenings- och säkerhetsakten 1789 då Högsta domstolen bildades, och som ytterligare förtydligades i 1809 års regeringsform.
Ständerna ägde ensamma beskattningsrätt, och utan deras samtycke fick kungen inte påbörja anfallskrig. Ingen föreskrift fanns dock om tidpunkten för ständernas sammankallande, utan det var nu helt upp till kungen att besluta om när detta skulle ske. Mellan riksdagarna fanns heller inte längre någon stark motvikt mot kungamakten. Riksrådet tillsattes nämligen numera av kungen ensam och ansvarade endast inför honom. Dess rättighet inskränktes till att råda men inte regera. Dessutom var kungen endast i vissa frågor tvungen att inhämta rådsherrarnas mening, såsom angående rättsskipningen, angående fredsslut, stillestånd och förbund samt vid tillsättande av högre ämbetsmän. Vid avgörandet av justitieärenden hade kungen endast två röster och utslagsröst. I fråga om fred, stillestånd eller förbund samt kungens utlandsresor var kungen skyldig att rätta sig efter rådets mening endast ifall denna var enhällig. I övriga fall beslutade kungen fritt.

## Lagtexten i sammandrag
| §§ 1-10 1. Stadgade att alla svenska "kungar, ämbetsmän och undersåtar" ska bevaras i den evangelisk-lutherska tron som den förklarats i de fornkyrkliga symbola, Luthers lilla katekes, den augsburgska bekännelsen och vid Uppsala möte. 2. Här återfanns den svenska "Bill of Rights": Konungen äger styra Rike sino, som Sveriges Lag säger, Han och ingen annan, Rätt och Sanning styrka, älska och gömma; men wrångwisa och orätt förbjuda, avskaffa och nedertrycka; Ingen fördjärva til Lif och Ära, lem och välfärd, utan han lagligen förwunnen och dömder är, och ingen afhända eller afhända låta något gods, löst eller fast, utan laga Dom och Ransakning, samt styra Riket efter Konunga-Balken, Lands-Lagen och thenna Regerings-Form. 3. Gällande tronföljd bekräftas: Med Successions-Ordningen til Riket blifwer aldeles vid Arf-föreningen, såsom then år 1743 i Stockholm gjord och widtagen blifvit, samt enligt med thet, som Westerås Arf-förening af 1544 och Norrköpings Beslut år 1604 stadga och förmå. 4. Reglerade riksrådet. Det stadgades att antalet riksråd skulle vara 17, och att detta råd inte själva skulle regera, men väl råda kungen, i enlighet med vad som gällde enligt 1602 års riksdagsbeslut i frågan. 5. Om kungens rätt att styra riket: Konungen äger styra och råda, frälsa och beskydda Borgom och Landom och allom Sin och Kronones Rätt, som Lag och thenna Regerings-Form säger. 6. Gav kungen rätt att själv sluta fred och ingå allianser, försåvitt inte riksrådet enhälligt motsatte sig hans åtgärd (krig reglerades i § 45, där anfallskrig skulle godkännas av rikets ständer). 7. Här bestämdes att kungen om han var infödd svensk hade rätt att resa utomlands, men att han om han var utlänning måste inhämta tillstånd från riksrådet. 8. Gav kungen rätt att fördela ärendena mellan de olika riksråden efter eget tycke, och gav även kungen votum decisivum, vilket betydde att om kungen och rådet inte kom överens, så bestämde kungen. Härifrån undantogs dock "alla Justitiæ-ärender, hvilka af Hof-Rätterne, Krigs-Rätterne och alla Domstolar i Riket afgöras, och sedan under Justitiæ-Revisions slutelige afdömmande höra, hvilken altid skal bestå af Sju Riksens Råd, som uti Domare-Ämbeten brukade varit och äro kände för rättvise och Lagfarne Män, samt hvarest Kongl. Maj:t Sjelf, nu som förr, är närvarande: ägandes ther endast tvänne Röster, samt, tå meningarne äro lika, votum decisivum." 9. Om rätten att meddela nåd för dömda brottslingar: Kongl. Maj:t allena tilkommer at göra Nåd, återgifva Ära, Lif och Gods i alla brott, som ej uppenbarligen strida emot Guds klara ord. 10. Om tillsättningen av ämbets- och tjänstemän inom staten. De allra högsta ämbetena skulle tillsättas av kungen efter föredragning i riksrådet. De något lägre ämbetena, inkl biskopar, skulle tillsättas av kungen bland tre personer föreslagna av vederbörande verk eller kollegium. Officerstjänster vid de olika regementena skulle tillsättas enligt de regler som bestämdes av Karl XII 1716, medan lägre befattningar i övrigt skulle tillsättas av respektive "myndighetschef" enligt vad som gällde före 1680. Inga utlänningar skulle längre tillåtas få tjänst i staten: Ej måge främmande Utländske Män, vare sig Furstar, Prinsar eller andre personer, hädanefter brukas eller sättas til någre Riksens Beställningar, hvarken uti Civil- eller Militair-Ståndet, Kongl. Maj:ts Hof undantaget, om icke the kunna genom lysande och stora egenskaper göra Riket en stor heder och märkeligt gagn. | §§ 11-24 1. Här bekräftades kungens rätt att "uphöja til Adeligt Stånd och värde", men samtidigt åtog sig kungen att begränsa ytterligare antal till 150 nya ätter, och "Ridderskapet och Adelen" kunde inte vägra att introducera detta antal, men väl ytterligare nya adelsätter. 2. Bestämdes att kungen kunde låta sig föredras en del av regeringsärendena utanför riksrådets möten. 3. Konstaterades att kungen behövde hjälp av "Embetsmän och Höfdingar" för att styra riket. 4. Om statens myndigheter (collegier): The äga rätt och magt, hvar och en uti sin beställning, på Konungens och sit dragande kall och Embetes vägnar, at biuda och befalla sine underhafvande, at påminna them, som under theras försorg och lydno äro, om theras plikts fullgörande, fordra af them besked för theras förrättningar, och gifva Kongl. Maj:t så therom, som angående sine egne sysslor, all nödig och åstundad underrättelse. 5. Om Hovrätten, den högsta domstolen i Sverige vid regeringsformens antagande. 6. Här förklarade att alla "extraordinarie Domstolar" var avskaffade, "såsom befordringsmedel til envälde och Tyranni"; istället skulle alltså "hvar och en Svensk man niute then rätt, at blifva dömder af then Domstol, under hvilken han enligt Sveriges Lag hörer". En riksrätt inrättades för brott av höga ämbetsmän. Riksrätten skulle "sedan ransakningen gjord är, at afkunna domen för öpna dörar, och äger ingen sedan then at ändra och ännu mindre at then skärpa; Kongl. Maj:t obetagit att göra Nåd." 7. Om Krigs-Collegium, som var det kollgeium som ytterst förvaltade alla lantförsvarsstyrkor (Amiralitetskollegium förvaltade den kungliga flottan). 8. Om trohetseder och indelningar av trupperna inom krigsmakten: Hela Riksens Krigsmagt til lands och siöss med thess högsta Öfver- och Under-Befäl måste aflägga Tro- och Huldhets-Ed Kongl. Maj:t, Riket och Ständerne, efter thet upsatte Formulairet. 9. Om kungens högsta befälsrätt inom krigsmakten. 10. Om amiralitetet, den myndighet som styrde över flottan. 11. Om rikskansliet, dåtidens regeringskansli. 12. Om kungens rätt att utnämna chefen för rikskansliet, samt "Cantzlie-Råden, som äro Riksens Råd, Hof-Cantzleren, Justitiæ-Cantzleren, Stats-Secreterarne, Cantzlie-Råden samt Expeditions-Secreterarne", samt Kongl. Maj:ts Ministrer til främmande Hof, det vill säga ambassadörer. 13. Om kammarkollegium, dåtidens finansdepartement. 14. Om statskontoret, en myndighet som handhade "medlens disponerande och utdelande, hvarest ock alla, som hafva Kronones medel under händer, böra i rättan tid inkomma med sina Förslag, som theras Instructioner thet tydeligen biuda och befalla", det vill säga en del av vad som idag är finansdepartementet, och vad som också kunde kallas "budgetdepartementet". |